# Софьинская волость (Бронницкий уезд)
Со́фьинская во́лость — волость в составе Бронницкого уезда Московской губернии. Существовала до 1929 года. Центром волости было село Софьино.
По данным 1919 года в Софьинской волости было 9 сельсоветов: Васильевский, Запрудненский, Ивановский, Паткинский, Петровский, Синьковский, Софьинский, Становский и Шиловский.
В 1923 году Запрудненский с/с был присоединён к Синьковскому с/с, Ивановский — к Становскому, а Петровский — к Васильевскому.
В 1925 году Ивановский и Петровский с/с были восстановлены.
В 1929 году Синьковский с/с был переименован в Синьково-Запрудненский.
В ходе реформы административно-территориального деления СССР в 1929 году Софьинская волость была упразднена.